# Orillon (Fluss)
Der Orillon ist ein kleiner Fluss im Norden von Frankreich, der im Département Aisne der Region Hauts-de-France und im Département Marne der Region Grand Est südöstlich der Stadt Soissons verläuft.

## Geographie

### Verlauf
Der Orillon entspringt im südlichen Gemeindegebiet von Coulonges-Cohan, verläuft generell Richtung Nordnordost und mündet nach insgesamt rund 16 Kilometern im Gemeindegebiet von Saint-Gilles als linker Nebenfluss in die Ardre.

### Orte am Fluss
(Reihenfolge in Fließrichtung)
- Coulonges, Gemeinde Coulonges-Cohan
- Cohan, Gemeinde Coulonges-Cohan
- Dravegny
- Mont-sur-Courville
- Saint-Gilles